# Kintetsu Nara-lijn
De Kintetsu Nara-lijn  (大阪線, Ōsaka-sen) is een spoorlijn tussen de steden Osaka en Nara in Japan. De lijn maakt deel uit van het netwerk van het particuliere spoorbedrijf Kintetsu in de regio Osaka-Kobe-Kioto.
Het gedeelte van Osaka Namba tot aan Osaka Uehommachi heet officieel de Namba-lijn.

## Geschiedenis
De lijn werd geopend in 1914 door de Osaka Electric Railway Company (大阪電気軌道 Osaka Denki Kidō) met dubbelspoor en geëlektrificeerd met 600 V gelijkstroom.
In 1969 werd de stroom verhoogt naar 1500 V gelijkstroom en in 1970 was de Namba-lijn geopend en treinen kregen hun start punt in station Osaka Namba in plaats van station Osaka Uehonmachi.

## Treindiensten
- Tokkyū (特急, intercity) rijdt vanaf Osaka Namba tot aan Kintetsu Nara.
- Kaisoku Kyūkō (区間準急, sneltrein) rijdt tussen Kobe Sannomiya (Hanshin), Amagasaki (Hanshin) of Ōsaka Namba tot aan Kintetsu Nara
- Kyūkō (急行, sneltrein) rijdt vanaf Osaka Namba tot aan Kintetsu Nara.
- Junkyū (準急, sneltrein) rijdt tussen Amagasaki (Hanshin) of Ōsaka Namba tot aan Yamato-Saidaiji of Kintetsu Nara.
- Kukan Junkyū (快速急行, sneltrein) rijdt tussen Amagasaki (Hanshin) of Ōsaka Namba tot aan Yamato-Saidaiji of Kintetsu Nara.
- Futsu (普通, stoptrein) stopt op elk station.

## Stations
| Station                                                        | Japans     | Verbindingen | Wijk          | Stad          | Prefectuur |
| -------------------------------------------------------------- | ---------- | --- | ------------- | ------------- | ---------- |
| Richting Kobe Sannomiya en Amagasaki via de Hanshin Namba-lijn |            | |               |               |            |
| Osaka Namba                                                    | 大阪上本町 | JR West: Hanshin Namba-lijn (station JR Namba) Nankai: Nankai-lijn, Koya-lijn Metro van Osaka: Midosuji-lijn, Yotsubashi-lijn en de Sennichimae-lijn (station Namba) | Chūō-ku       | Osaka         | Osaka      |
| Kintetsu Nippombashi                                           | 近鉄日本橋 | Metro van Osaka: Sakaisuji-lijn en de Sennichimae-lijn | Chūō-ku       | Osaka         | Osaka      |
| Osaka Uehommachi                                               | 大阪上本町 | Kintetsu: Osaka-lijn, Namba-lijn Metro van Osaka: Tanimachi-lijn, Sennichimae-lijn                                                                                   | Tennōji-ku    | Osaka         | Osaka      |
| Tsuruhashi                                                     | 鶴橋       | JR West: Osaka Loop-lijn Kintestu: Osaka-lijn Metro van Osaka: Sennichimae-lijn                                                                                      | Ikuno-ku      |               | Osaka      |
| Imazato                                                        | 今里駅     | Kintestu: Osaka-lijn | Ikuno-ku      |               | Osaka      |
| Fuse                                                           | 布施       | Kintestu: Osaka-lijn | Higashi-Osaka | Higashi-Osaka | Osaka      |
| Kawachi-Eiwa                                                   | 俊徳道     | JR West: Osaka Higashi-lijn (station JR Wawachi-Eiwa) | Higashi-Osaka | Higashi-Osaka | Osaka      |
| Kawachi-Kosaka                                                 | 河内小阪   | | Higashi-Osaka | Higashi-Osaka | Osaka      |
| Yaenosato                                                      | 八戸ノ里   | | Higashi-Osaka | Higashi-Osaka | Osaka      |
| Wakae-Iwata                                                    | 若江岩田   | | Higashi-Osaka | Higashi-Osaka | Osaka      |
| Kawachi-Hanazono                                               | 河内花園   | | Higashi-Osaka | Higashi-Osaka | Osaka      |
| Higashi-Hanazono                                               | 東花園     | | Higashi-Osaka | Higashi-Osaka | Osaka      |
| Hyōtan-yama                                                    | 瓢簞山     | | Higashi-Osaka | Higashi-Osaka | Osaka      |
| Hiraoka                                                        | 枚岡       | | Higashi-Osaka | Higashi-Osaka | Osaka      |
| Nukata                                                         | 額田       | | Higashi-Osaka | Higashi-Osaka | Osaka      |
| Ishikiri                                                       | 石切       | | Higashi-Osaka | Higashi-Osaka | Osaka      |
| Ikoma                                                          | 生駒       | Kintetsu: Ikoma-lijn, Keihanna-lijn en de Ikoma Kabelbaan | Ikoma         | Ikoma         | Nara       |
| Higashi-Ikoma                                                  | 東生駒     | | Ikoma         | Ikoma         | Nara       |
| Tomio                                                          | 富雄       | | Nara          | Nara          | Nara       |
| Gakuen-mae                                                     | 学園前     | | Nara          | Nara          | Nara       |
| Ayameike                                                       | 菖蒲池     | | Nara          | Nara          | Nara       |
| Yamato-Saidaiji                                                | 大和西大寺 | Kintetsu: Kioto-lijn, Kashihara-lijn | Nara          | Nara          | Nara       |
| Shin-Ōmiya                                                     | 新大宮     | | Nara          | Nara          | Nara       |
| Kintetsu Nara                                                  | 近鉄奈良   | | Nara          | Nara          | Nara       |